# Månsaråttan
Månsaråttan var Sveriges Radios julkalender 2015.

## Handling
Hemlösa kvinnan Månsaråttan flyttar in i 11-åriga flickan Teas lekstuga.

## Rollista
- Tea – Lilja Östervall Lyngbrant
- Månsaråttan – Nanne Grönvall
- Lindberg – Nour El Refai
- Sture – Anders Jansson
- Rosita – Lena Philipsson
- Christel – Sissela Benn
- Enzo – Dogge Doggelito
- Wilmer – William Spetz
- Diego – Carl Bildt
- Dirtyhasse – Johan Glans
- Aman – Clara Henry
- Linh – Maya Stadling